# Aan (album)
Aan is een muziekalbum uit 2017 van de Nederlandse band BLØF. Het is het twaalfde studioalbum van de band.
Het album is opgenomen in verschillende Nederlandse studio's en in de Britse Real World Studio's in Bath. Het album werd eerst uitgebracht via Spotify, voor het ook fysiek beschikbaar kwam.
Het album werd genomineerd voor een Edison, maar verloor van het album In mijn bloed van Roxeanne Hazes. Wel bereikte het album de platina status in Nederland.
Op 24 maart werd de eerste single Wereld van verschil uitgebracht, een duet met rapper Typhoon. Als tweede single werd gekozen voor Zoutelande. Op het album is het nummer te vinden als solo-versie. De singleversie is echter een duet met de Vlaamse zangeres Geike Arnaert. Deze duet-versie werd toegevoegd aan de deluxe versie van Aan die uitkwam op 15 december 2017. Aan deze deluxe versie werd ook een tweede cd toegevoegd, met daarop acht live-uitvoeringen van nummers, afkomstig van het album Aan, die BLØF speelde op Concert at Sea 2017.
Naast de uitgebrachte singles werd ook het albumnummer Over de dam een bescheiden hit op de Nederlandse radiozender NPO Radio 2, waar het nummer in totaal 22 keer te horen was (tot juli 2023). Op de Belgische Radio2 werd daarentegen het albumnummer Bewaar me een bescheiden hit, dit nummer was tot juli 2023 30 keer gedraaid op de Belgische Radio2.

## Tracklist
| Nr. | Titel                                  | Duur |
| --- | -------------------------------------- | ---- |
| 1.  | Zachtjes zingen                        | 4:23 |
| 2.  | Ego                                    | 3:18 |
| 3.  | Hierheen                               | 4:11 |
| 4.  | Als je weggaat (voor T.)               | 4:07 |
| 5.  | Wereld van verschil (Duet met Typhoon) | 4:09 |
| 6.  | Languit vallen                         | 4:29 |
| 7.  | Zonsopgang boven zee                   | 4:16 |
| 8.  | Bewaar me                              | 4:48 |
| 9.  | Zoutelande                             | 3:39 |
| 10. | Controle                               | 3:08 |
| 11. | Een wens blijft maar een wens          | 4:13 |
| 12. | Over de dam                            | 4:10 |
| 13. | Porselein                              | 4:16 |
| 14. | Dertien                                | 3:36 |

| Nr. | Titel                                  | Duur |
| --- | -------------------------------------- | ---- |
| 1.  | Zachtjes zingen                        | 4:23 |
| 2.  | Ego                                    | 3:18 |
| 3.  | Hierheen                               | 4:11 |
| 4.  | Als je weggaat (voor T.)               | 4:07 |
| 5.  | Wereld van verschil (duet met Typhoon) | 4:09 |
| 6.  | Languit vallen                         | 4:29 |
| 7.  | Zonsopgang boven zee                   | 4:16 |
| 8.  | Bewaar me                              | 4:48 |
| 9.  | Zoutelande                             | 3:39 |
| 10. | Controle                               | 3:08 |
| 11. | Een wens blijft maar een wens          | 4:13 |
| 12. | Over de dam                            | 4:10 |
| 13. | Porselein                              | 4:16 |
| 14. | Dertien                                | 3:36 |
| 15. | Zoutelande (duet met Geike Arnaert)    | 3:42 |

| Nr. | Titel                           | Duur |
| --- | ------------------------------- | ---- |
| 1.  | Ego (live)                      | 3:27 |
| 2.  | Over de dam (live)              | 4:16 |
| 3.  | Als je weggaat (Voor T. (live)) | 4:09 |
| 4.  | Bewaar me (live)                | 4:50 |
| 5.  | Zoutelande (live)               | 3:44 |
| 6.  | Hierheen (live)                 | 4:20 |
| 7.  | Porselein (live)                | 4:21 |
| 8.  | Wereld van verschil (live)      | 5:22 |

### Singles
| Single met eventuele hitnotering(en) in de Nederlandse Top 40 | Datum van verschijnen | Datum van binnenkomst | Hoogste positie | Aantal weken | Opmerkingen       |
| ------------------------------------------------------------- | --------------------- | --------------------- | --------------- | ------------ | ----------------- |
| Wereld van verschil                                           | 24-03-2017            | 01-04-2017            | tip1            | -            | met Typhoon       |
| Zoutelande                                                    | 20-10-2017            | 25-11-2017            | 1(4wk)          | 14*          | met Geike Arnaert |

## Hitnotering

### NederlandseAlbum Top 100
| Hitnotering (week 1 t/m 74): 27-05-2017 t/m 20-10-2018 Hitnotering (week 75 t/m 98): 17-11-2018 t/m 27-04-2019 Hitnotering (week 99): 01-06-2019 Hitnotering (week 100 t/m 101): 06-07-2019 t/m 13-07-2019 | Hitnotering (week 1 t/m 74): 27-05-2017 t/m 20-10-2018 Hitnotering (week 75 t/m 98): 17-11-2018 t/m 27-04-2019 Hitnotering (week 99): 01-06-2019 Hitnotering (week 100 t/m 101): 06-07-2019 t/m 13-07-2019 | Hitnotering (week 1 t/m 74): 27-05-2017 t/m 20-10-2018 Hitnotering (week 75 t/m 98): 17-11-2018 t/m 27-04-2019 Hitnotering (week 99): 01-06-2019 Hitnotering (week 100 t/m 101): 06-07-2019 t/m 13-07-2019 | Hitnotering (week 1 t/m 74): 27-05-2017 t/m 20-10-2018 Hitnotering (week 75 t/m 98): 17-11-2018 t/m 27-04-2019 Hitnotering (week 99): 01-06-2019 Hitnotering (week 100 t/m 101): 06-07-2019 t/m 13-07-2019 | Hitnotering (week 1 t/m 74): 27-05-2017 t/m 20-10-2018 Hitnotering (week 75 t/m 98): 17-11-2018 t/m 27-04-2019 Hitnotering (week 99): 01-06-2019 Hitnotering (week 100 t/m 101): 06-07-2019 t/m 13-07-2019 | Hitnotering (week 1 t/m 74): 27-05-2017 t/m 20-10-2018 Hitnotering (week 75 t/m 98): 17-11-2018 t/m 27-04-2019 Hitnotering (week 99): 01-06-2019 Hitnotering (week 100 t/m 101): 06-07-2019 t/m 13-07-2019 | Hitnotering (week 1 t/m 74): 27-05-2017 t/m 20-10-2018 Hitnotering (week 75 t/m 98): 17-11-2018 t/m 27-04-2019 Hitnotering (week 99): 01-06-2019 Hitnotering (week 100 t/m 101): 06-07-2019 t/m 13-07-2019 | Hitnotering (week 1 t/m 74): 27-05-2017 t/m 20-10-2018 Hitnotering (week 75 t/m 98): 17-11-2018 t/m 27-04-2019 Hitnotering (week 99): 01-06-2019 Hitnotering (week 100 t/m 101): 06-07-2019 t/m 13-07-2019 | Hitnotering (week 1 t/m 74): 27-05-2017 t/m 20-10-2018 Hitnotering (week 75 t/m 98): 17-11-2018 t/m 27-04-2019 Hitnotering (week 99): 01-06-2019 Hitnotering (week 100 t/m 101): 06-07-2019 t/m 13-07-2019 | Hitnotering (week 1 t/m 74): 27-05-2017 t/m 20-10-2018 Hitnotering (week 75 t/m 98): 17-11-2018 t/m 27-04-2019 Hitnotering (week 99): 01-06-2019 Hitnotering (week 100 t/m 101): 06-07-2019 t/m 13-07-2019 | Hitnotering (week 1 t/m 74): 27-05-2017 t/m 20-10-2018 Hitnotering (week 75 t/m 98): 17-11-2018 t/m 27-04-2019 Hitnotering (week 99): 01-06-2019 Hitnotering (week 100 t/m 101): 06-07-2019 t/m 13-07-2019 | Hitnotering (week 1 t/m 74): 27-05-2017 t/m 20-10-2018 Hitnotering (week 75 t/m 98): 17-11-2018 t/m 27-04-2019 Hitnotering (week 99): 01-06-2019 Hitnotering (week 100 t/m 101): 06-07-2019 t/m 13-07-2019 | Hitnotering (week 1 t/m 74): 27-05-2017 t/m 20-10-2018 Hitnotering (week 75 t/m 98): 17-11-2018 t/m 27-04-2019 Hitnotering (week 99): 01-06-2019 Hitnotering (week 100 t/m 101): 06-07-2019 t/m 13-07-2019 | Hitnotering (week 1 t/m 74): 27-05-2017 t/m 20-10-2018 Hitnotering (week 75 t/m 98): 17-11-2018 t/m 27-04-2019 Hitnotering (week 99): 01-06-2019 Hitnotering (week 100 t/m 101): 06-07-2019 t/m 13-07-2019 | Hitnotering (week 1 t/m 74): 27-05-2017 t/m 20-10-2018 Hitnotering (week 75 t/m 98): 17-11-2018 t/m 27-04-2019 Hitnotering (week 99): 01-06-2019 Hitnotering (week 100 t/m 101): 06-07-2019 t/m 13-07-2019 | Hitnotering (week 1 t/m 74): 27-05-2017 t/m 20-10-2018 Hitnotering (week 75 t/m 98): 17-11-2018 t/m 27-04-2019 Hitnotering (week 99): 01-06-2019 Hitnotering (week 100 t/m 101): 06-07-2019 t/m 13-07-2019 | Hitnotering (week 1 t/m 74): 27-05-2017 t/m 20-10-2018 Hitnotering (week 75 t/m 98): 17-11-2018 t/m 27-04-2019 Hitnotering (week 99): 01-06-2019 Hitnotering (week 100 t/m 101): 06-07-2019 t/m 13-07-2019 | Hitnotering (week 1 t/m 74): 27-05-2017 t/m 20-10-2018 Hitnotering (week 75 t/m 98): 17-11-2018 t/m 27-04-2019 Hitnotering (week 99): 01-06-2019 Hitnotering (week 100 t/m 101): 06-07-2019 t/m 13-07-2019 | Hitnotering (week 1 t/m 74): 27-05-2017 t/m 20-10-2018 Hitnotering (week 75 t/m 98): 17-11-2018 t/m 27-04-2019 Hitnotering (week 99): 01-06-2019 Hitnotering (week 100 t/m 101): 06-07-2019 t/m 13-07-2019 | Hitnotering (week 1 t/m 74): 27-05-2017 t/m 20-10-2018 Hitnotering (week 75 t/m 98): 17-11-2018 t/m 27-04-2019 Hitnotering (week 99): 01-06-2019 Hitnotering (week 100 t/m 101): 06-07-2019 t/m 13-07-2019 | Hitnotering (week 1 t/m 74): 27-05-2017 t/m 20-10-2018 Hitnotering (week 75 t/m 98): 17-11-2018 t/m 27-04-2019 Hitnotering (week 99): 01-06-2019 Hitnotering (week 100 t/m 101): 06-07-2019 t/m 13-07-2019 | Hitnotering (week 1 t/m 74): 27-05-2017 t/m 20-10-2018 Hitnotering (week 75 t/m 98): 17-11-2018 t/m 27-04-2019 Hitnotering (week 99): 01-06-2019 Hitnotering (week 100 t/m 101): 06-07-2019 t/m 13-07-2019 |
| Week: | 1 | 2 | 3 | 4 | 5 | 6 | 7 | 8 | 9 | 10 | 11 | 12 | 13 | 14 | 15 | 16 | 17 | 18 | 19 | 20 | 21 |
| --- | --- | --- | --- | --- | --- | --- | --- | --- | --- | --- | --- | --- | --- | --- | --- | --- | --- | --- | --- | --- | --- |
| Positie: | 2 | 7 | 14 | 15 | 18 | 20 | 10 | 15 | 16 | 25 | 33 | 24 | 26 | 25 | 32 | 41 | 43 | 59 | 62 | 75 | 58 |
| Week: | 22 | 23 | 24 | 25 | 26 | 27 | 28 | 29 | 30 | 31 | 32 | 33 | 34 | 35 | 36 | 37 | 38 | 39 | 40 | 41 | 42 |
| Positie: | 61 | 56 | 51 | 55 | 48 | 30 | 35 | 30 | 36 | 19 | 24 | 36 | 26 | 28 | 21 | 18 | 14 | 10 | 13 | 15 | 15 |
| Week: | 43 | 44 | 45 | 46 | 47 | 48 | 49 | 50 | 51 | 52 | 53 | 54 | 55 | 56 | 57 | 58 | 59 | 60 | 61 | 62 | 63 |
| Positie: | 8 | 9 | 13 | 20 | 27 | 31 | 29 | 33 | 36 | 37 | 41 | 37 | 39 | 36 | 34 | 40 | 35 | 40 | 43 | 38 | 40 |
| Week: | 64 | 65 | 66 | 67 | 68 | 69 | 70 | 71 | 72 | 73 | 74 | | 75 | 76 | 77 | 78 | 79 | 80 | 81 | 82 | 83 |
| Positie: | 48 | 48 | 61 | 80 | 71 | 67 | 85 | 98 | 94 | 91 | 98 | uit | 74 | 72 | 59 | 64 | 53 | 18 | 49 | 65 | 45 |
| Week: | 84 | 85 | 86 | 87 | 88 | 89 | 90 | 91 | 92 | 93 | 94 | 95 | 96 | 97 | 98 | | 99 | | 100 | 101 | |
| Positie: | 50 | 53 | 64 | 64 | 72 | 63 | 75 | 77 | 79 | 87 | 84 | 90 | 81 | 98 | 94 | uit | 95 | uit | 100 | 97 | uit |

### VlaamseUltratop 200 Albums
| Hitnotering (week 1 t/m 4): 27-05-2017 t/m 17-06-2017 Hitnotering (week 5 t/m 6): 16-12-2017 t/m 23-12-2017 Hitnotering (week 7 t/m 39): 20-01-2018 t/m 01-09-2018 Hitnotering (week 40 t/m 42): 15-12-2018 t/m 29-12-2018 | Hitnotering (week 1 t/m 4): 27-05-2017 t/m 17-06-2017 Hitnotering (week 5 t/m 6): 16-12-2017 t/m 23-12-2017 Hitnotering (week 7 t/m 39): 20-01-2018 t/m 01-09-2018 Hitnotering (week 40 t/m 42): 15-12-2018 t/m 29-12-2018 | Hitnotering (week 1 t/m 4): 27-05-2017 t/m 17-06-2017 Hitnotering (week 5 t/m 6): 16-12-2017 t/m 23-12-2017 Hitnotering (week 7 t/m 39): 20-01-2018 t/m 01-09-2018 Hitnotering (week 40 t/m 42): 15-12-2018 t/m 29-12-2018 | Hitnotering (week 1 t/m 4): 27-05-2017 t/m 17-06-2017 Hitnotering (week 5 t/m 6): 16-12-2017 t/m 23-12-2017 Hitnotering (week 7 t/m 39): 20-01-2018 t/m 01-09-2018 Hitnotering (week 40 t/m 42): 15-12-2018 t/m 29-12-2018 | Hitnotering (week 1 t/m 4): 27-05-2017 t/m 17-06-2017 Hitnotering (week 5 t/m 6): 16-12-2017 t/m 23-12-2017 Hitnotering (week 7 t/m 39): 20-01-2018 t/m 01-09-2018 Hitnotering (week 40 t/m 42): 15-12-2018 t/m 29-12-2018 | Hitnotering (week 1 t/m 4): 27-05-2017 t/m 17-06-2017 Hitnotering (week 5 t/m 6): 16-12-2017 t/m 23-12-2017 Hitnotering (week 7 t/m 39): 20-01-2018 t/m 01-09-2018 Hitnotering (week 40 t/m 42): 15-12-2018 t/m 29-12-2018 | Hitnotering (week 1 t/m 4): 27-05-2017 t/m 17-06-2017 Hitnotering (week 5 t/m 6): 16-12-2017 t/m 23-12-2017 Hitnotering (week 7 t/m 39): 20-01-2018 t/m 01-09-2018 Hitnotering (week 40 t/m 42): 15-12-2018 t/m 29-12-2018 | Hitnotering (week 1 t/m 4): 27-05-2017 t/m 17-06-2017 Hitnotering (week 5 t/m 6): 16-12-2017 t/m 23-12-2017 Hitnotering (week 7 t/m 39): 20-01-2018 t/m 01-09-2018 Hitnotering (week 40 t/m 42): 15-12-2018 t/m 29-12-2018 | Hitnotering (week 1 t/m 4): 27-05-2017 t/m 17-06-2017 Hitnotering (week 5 t/m 6): 16-12-2017 t/m 23-12-2017 Hitnotering (week 7 t/m 39): 20-01-2018 t/m 01-09-2018 Hitnotering (week 40 t/m 42): 15-12-2018 t/m 29-12-2018 | Hitnotering (week 1 t/m 4): 27-05-2017 t/m 17-06-2017 Hitnotering (week 5 t/m 6): 16-12-2017 t/m 23-12-2017 Hitnotering (week 7 t/m 39): 20-01-2018 t/m 01-09-2018 Hitnotering (week 40 t/m 42): 15-12-2018 t/m 29-12-2018 | Hitnotering (week 1 t/m 4): 27-05-2017 t/m 17-06-2017 Hitnotering (week 5 t/m 6): 16-12-2017 t/m 23-12-2017 Hitnotering (week 7 t/m 39): 20-01-2018 t/m 01-09-2018 Hitnotering (week 40 t/m 42): 15-12-2018 t/m 29-12-2018 | Hitnotering (week 1 t/m 4): 27-05-2017 t/m 17-06-2017 Hitnotering (week 5 t/m 6): 16-12-2017 t/m 23-12-2017 Hitnotering (week 7 t/m 39): 20-01-2018 t/m 01-09-2018 Hitnotering (week 40 t/m 42): 15-12-2018 t/m 29-12-2018 | Hitnotering (week 1 t/m 4): 27-05-2017 t/m 17-06-2017 Hitnotering (week 5 t/m 6): 16-12-2017 t/m 23-12-2017 Hitnotering (week 7 t/m 39): 20-01-2018 t/m 01-09-2018 Hitnotering (week 40 t/m 42): 15-12-2018 t/m 29-12-2018 | Hitnotering (week 1 t/m 4): 27-05-2017 t/m 17-06-2017 Hitnotering (week 5 t/m 6): 16-12-2017 t/m 23-12-2017 Hitnotering (week 7 t/m 39): 20-01-2018 t/m 01-09-2018 Hitnotering (week 40 t/m 42): 15-12-2018 t/m 29-12-2018 | Hitnotering (week 1 t/m 4): 27-05-2017 t/m 17-06-2017 Hitnotering (week 5 t/m 6): 16-12-2017 t/m 23-12-2017 Hitnotering (week 7 t/m 39): 20-01-2018 t/m 01-09-2018 Hitnotering (week 40 t/m 42): 15-12-2018 t/m 29-12-2018 | Hitnotering (week 1 t/m 4): 27-05-2017 t/m 17-06-2017 Hitnotering (week 5 t/m 6): 16-12-2017 t/m 23-12-2017 Hitnotering (week 7 t/m 39): 20-01-2018 t/m 01-09-2018 Hitnotering (week 40 t/m 42): 15-12-2018 t/m 29-12-2018 | Hitnotering (week 1 t/m 4): 27-05-2017 t/m 17-06-2017 Hitnotering (week 5 t/m 6): 16-12-2017 t/m 23-12-2017 Hitnotering (week 7 t/m 39): 20-01-2018 t/m 01-09-2018 Hitnotering (week 40 t/m 42): 15-12-2018 t/m 29-12-2018 | Hitnotering (week 1 t/m 4): 27-05-2017 t/m 17-06-2017 Hitnotering (week 5 t/m 6): 16-12-2017 t/m 23-12-2017 Hitnotering (week 7 t/m 39): 20-01-2018 t/m 01-09-2018 Hitnotering (week 40 t/m 42): 15-12-2018 t/m 29-12-2018 | Hitnotering (week 1 t/m 4): 27-05-2017 t/m 17-06-2017 Hitnotering (week 5 t/m 6): 16-12-2017 t/m 23-12-2017 Hitnotering (week 7 t/m 39): 20-01-2018 t/m 01-09-2018 Hitnotering (week 40 t/m 42): 15-12-2018 t/m 29-12-2018 | Hitnotering (week 1 t/m 4): 27-05-2017 t/m 17-06-2017 Hitnotering (week 5 t/m 6): 16-12-2017 t/m 23-12-2017 Hitnotering (week 7 t/m 39): 20-01-2018 t/m 01-09-2018 Hitnotering (week 40 t/m 42): 15-12-2018 t/m 29-12-2018 | Hitnotering (week 1 t/m 4): 27-05-2017 t/m 17-06-2017 Hitnotering (week 5 t/m 6): 16-12-2017 t/m 23-12-2017 Hitnotering (week 7 t/m 39): 20-01-2018 t/m 01-09-2018 Hitnotering (week 40 t/m 42): 15-12-2018 t/m 29-12-2018 | Hitnotering (week 1 t/m 4): 27-05-2017 t/m 17-06-2017 Hitnotering (week 5 t/m 6): 16-12-2017 t/m 23-12-2017 Hitnotering (week 7 t/m 39): 20-01-2018 t/m 01-09-2018 Hitnotering (week 40 t/m 42): 15-12-2018 t/m 29-12-2018 | Hitnotering (week 1 t/m 4): 27-05-2017 t/m 17-06-2017 Hitnotering (week 5 t/m 6): 16-12-2017 t/m 23-12-2017 Hitnotering (week 7 t/m 39): 20-01-2018 t/m 01-09-2018 Hitnotering (week 40 t/m 42): 15-12-2018 t/m 29-12-2018 | Hitnotering (week 1 t/m 4): 27-05-2017 t/m 17-06-2017 Hitnotering (week 5 t/m 6): 16-12-2017 t/m 23-12-2017 Hitnotering (week 7 t/m 39): 20-01-2018 t/m 01-09-2018 Hitnotering (week 40 t/m 42): 15-12-2018 t/m 29-12-2018 |
| Week: | 1 | 2 | 3 | 4 | | 5 | 6 | | 7 | 8 | 9 | 10 | 11 | 12 | 13 | 14 | 15 | 16 | 17 | 18 | 19 | 20 | 21 |
| --- | --- | --- | --- | --- | --- | --- | --- | --- | --- | --- | --- | --- | --- | --- | --- | --- | --- | --- | --- | --- | --- | --- | --- |
| Positie: | 19 | 75 | 115 | 196 | uit | 196 | 159 | uit | 183 | 193 | 109 | 51 | 54 | 62 | 37 | 42 | 29 | 23 | 37 | 51 | 37 | 53 | 64 |
| Week: | 22 | 23 | 24 | 25 | 26 | 27 | 28 | 29 | 30 | 31 | 32 | 33 | 34 | 35 | 36 | 37 | 38 | 39 | | 40 | 41 | 42 | |
| Positie: | 52 | 75 | 56 | 94 | 76 | 63 | 75 | 144 | 90 | 166 | 124 | 66 | 50 | 60 | 71 | 136 | 107 | 168 | uit | 160 | 182 | 199 | uit |